# Amelia av Leuchtenberg
Amelia av Leuchtenberg, på portugisiska Amélia, född 13 juli 1812, död 26 januari 1873, var kejsarinna av Brasilien. Hon var gift 1829 med kejsar Peter I av Brasilien i hans andra äktenskap. 

## Biografi
Hon var dotter till Napoleons styvson Eugène de Beauharnais och Augusta av Bayern och syster till Sveriges drottning Josefina. Hon gifte sig med Peter genom ombud i Bayern 1829 och sedan ännu en gång i Brasilien, dit hon anlände med sin bror Auguste och sin styvdotter drottning Maria II, som året innan blivit avsatt från Portugals tron av sin farbror. Peters utsända hade haft svårigheter att finna en brud bland Europas dynastier på grund av Peters rykte om att vara brutal och hans utomäktenskapliga relation med Domitília de Castro e Canto Melo. 
Peter blev förtjust i Amelias utseende och grundade den kejserliga Rosenorden till minne av hennes skönhet. Amelia införde franska som officiellt språk vid hovet och organiserade det enligt europeiskt mönster. Hon vägrade att acceptera makens utomäktenskapliga dotter Maria Isabel de Goias närvaro vid hovet. 
År 1831 abdikerade Peter från tronen i Brasilien. Amelia, som då var gravid, följde honom till Europa. Paret bodde först i Paris och maken försökte återinstallera sin dotter Maria II på Portugals tron, som hade erövrats av hans bror Mikael I av Portugal. När detta lyckades och Maria återigen blev Portugals monark år 1834 flyttade Amelia till Portugal med sin make, där han strax därpå avled. 
Amelia flyttade år 1850 tillbaka till sitt hemland Bayern med sin dotter Maria Amélia av Brasilien. På grund av dotterns sjukdom flyttade de till Madeira 1853, där dottern avled i tuberkulos. Amelia återvände då till Portugal, där hon levde fram till sin död.

## Eftermäle
Hon testamenterade en hel mängd värdeföremål, bland annat den så kallade brasilianska guldservisen och det brasilianska diademet, till sin syster Sveriges drottning Josefina. De har alltsedan dess tillhört det svenska kungahuset.